# انعراج (دوران)

الانعراج والخطران والعطوف في طائرة

حركة الانعراج في الطائرة

أُذكورة لتذكر أسماء الزوايا

الانعراج (بالإنجليزية: Yaw) هو حركة حول محور الانعراج لجسم جاسئ يغير الاتجاه الذي يشير إليه، إلى يسار أو يمين اتجاه حركته؛ بتعبير آخر، هي هو الحركة الدورانية الأفقية لجسم جاسئ حول محوره الرأسي. معدل الانعراج أو سرعة الانعراج لسيارة أو طائرة أو مقذوف أو جسم صلب آخر هو سرعة الزاوية لهذا الدوران أو معدل تغير زاوية الاتجاه عندما تكون الطائرة أفقية. يُقاس عادةً بالدرجات في الثانية أو بالراديان في الثانية.
مفهوم آخر مهم هو عزم الانعراج، وهي مكون لعزم دوران حول محور الانعراج.

## قياس
يمكن قياس سرعة الانعراج بقياس سرعة الأرض عند نقطتين منفصلتين هندسيًا على الجسم، أو بواسطة جيروسكوب، أو يمكن تصنيعها من مقاييس التسارع وما شابه ذلك. إنه المقياس الأساسي لكيفية شعور السائقين بالدوران البصري للسيارة.

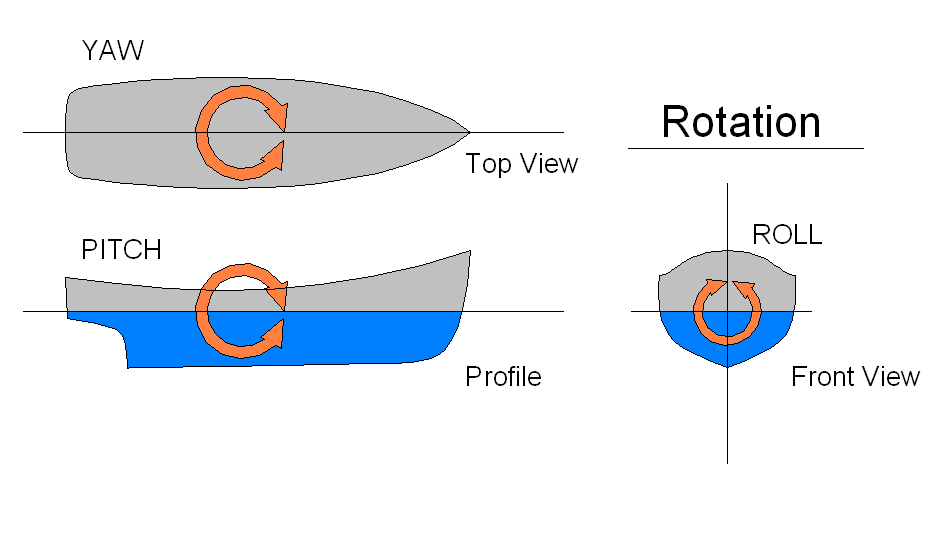
محاور سفينة ودوران حولها

من المهم في المركبات المستقرة إلكترونيًا. يرتبط معدل الانعراج ارتباطًا مباشرًا بالتسارع الجانبي للمركبة التي تدور بسرعة ثابتة حول نصف قطر ثابت، من خلال العلاقة
السرعة العرضية * سرعة الانعراج = التسارع الجانبي = السرعة العرضية ^2 / نصف قطر الدوران، بالوحدات المناسبة
يمكن إنشاء اتفاقية اللافتات من خلال الاهتمام الشديد بنظم الإحداثيات.

في مناورة أكثر عمومية حيث يتغير نصف القطر و/أو تتغير السرعة، لم تعد العلاقة المذكورة أعلاه قائمة.

## التحكم في معدل الانعراج
يمكن قياس معدل الانعراج بمقاييس التسارع في المحور الرأسي. يُطلق على أي جهاز مخصص لقياس معدل الانعراج اسم مستشعر معدل الانعراج.

## المركبات على الطرق الوعرة
تتطلب دراسة ثبات مركبة الطريق تقريب معقول لمعادلات الحركة.

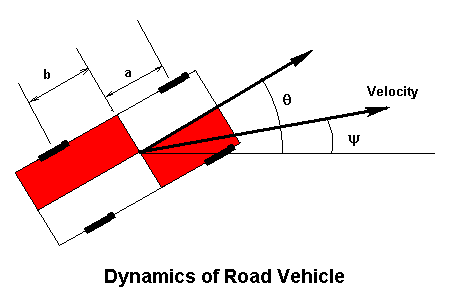
ديناميات مركبة الطريق

يوضح الرسم البياني مركبة ذات أربع عجلات، حيث يقع المحور الأمامي قبل مركز الجاذبية بأمتار والمحور الخلفي على بعد أمتار باتجاه الخلف من مركز الجاذبية. جسم السيارة يشير في اتجاه {\displaystyle \theta } (ثيتا) وهو يسير في اتجاه {\displaystyle \psi } (رطل). بشكل عام، هذه ليست هي نفسها. يسير الإطار في منطقة نقطة التلامس في اتجاه السير، لكن المحاور تتماشى مع جسم السيارة، مع تثبيت التوجيه في المنتصف. تتشوه الإطارات أثناء تدويرها لاستيعاب هذا المحاذاة الخاطئة وتوليد قوى جانبية نتيجة لذلك.
من دراسة ثبات الاتجاه تدل على السرعة الزاوية {\displaystyle \omega }، معادلات الحركة هي:
{\displaystyle {\frac {d\omega }{dt}}=2k{\frac {(a-b)}{I}}\beta -2k{\frac {(a^{2}+b^{2})}{VI}}\omega }
{\displaystyle {\frac {d\beta }{dt}}=-{\frac {4k}{MV}}\beta +(1-2k){\frac {(b-a)}{MV^{2}}}\omega }
مع {\displaystyle M} كتلة السيارة {\displaystyle V} سرعة السيارة و {\displaystyle \beta =\theta -\psi } الزاوية الكلية للمركبة.
معامل {\displaystyle {\frac {d\beta }{dt}}} سوف يطلق عليه «التخميد» عن طريق القياس مع مثبط كتلة الزنبرك الذي له معادلة مماثلة للحركة. بنفس القياس، فإن معامل {\displaystyle \beta } ستسمى «الصلابة»، حيث تتمثل وظيفتها في إعادة النظام إلى الانحراف الصفري، بنفس طريقة الزنبرك.
يعتمد شكل المحلول فقط على علامات شروط التخميد والصلابة. يتم عرض أنواع الحلول الأربعة الممكنة في الشكل.
الحل الوحيد المرضي يتطلب أن تكون الصلابة والتخميد إيجابيين. إذا كان مركز الجاذبية أمام مركز قاعدة العجلات {\displaystyle (b>a)}، سيكون هذا دائمًا إيجابيًا، وستكون المركبة مستقرة في جميع السرعات. ومع ذلك، إذا كان المصطلح أبعد من ذلك، فمن المحتمل أن يصبح المصطلح سالبًا أعلى من السرعة المعطاة من خلال:
{\displaystyle V^{2}={\frac {2k(a+b)^{2}}{M(a-b)}}}
فوق هذه السرعة، ستكون السيارة غير مستقرة اتجاهيًا (انحرافًا). تتوفر تصحيحات للتأثير النسبي للإطارات الأمامية والخلفية وقوى التوجيه في المقالة الرئيسية.

## العلاقة مع أنظمة الدوران الأخرى
هذه التدويرات عبارة عن دورات جوهرية ويكون حساب التفاضل والتكامل وراءها مشابهًا لصيغ فريني-سيري. إن إجراء دوران في إطار مرجعي جوهري يكافئ مضاعفة حق المصفوفة المميزة (المصفوفة التي تحتوي على متجه الإطار المرجعي كأعمدة) بواسطة مصفوفة الدوران.

## تاريخ
كانت أول طائرة أظهرت سيطرة نشطة على جميع المحاور الثلاثة هي طائرة شراعية من طراز 1902 من الأخوين رايت.